# PBA Fiesta Conference
La PBA Fiesta Conference era un torneo precedentemente organizzato della Philippine Basketball Association durante una sua stagione sportiva. Si sono svolte in totale 7 edizioni della competizione, dal 2004 al 2010. Ogni squadra della PBA poteva ingaggiare un singolo giocatore straniero, con limitazioni di altezza massima stabilite dalla lega, per partecipare a questo torneo.

## Storia
Prima della formazione di questa Conference, la lega aveva già due Conference dove partecipavano anche i giocatori stranieri, conosciute come la PBA Commissioner's Cup (con un limite di altezza per gli import di 6 piedi e 8 pollici, ovvero 2,03 m) e la PBA Governor's Cup (con un limite di altezza per gli import di 6 piedi e 4 pollici, ovvero 1,93 m). Tuttavia, nel 2003, le due competizioni furono eliminate e sostituite da un torneo Invitational (con una squadra locale All-Filipino insieme a squadre straniere) e una Reinforced Conference con giocatori importati.
Nel 2004, la lega cambiò il proprio calendario, passando dall'anno solare all'anno fiscale. Come preparazione per il nuovo formato, il torneo fu istituzionalizzato nel 2004 come torneo transitorio. La prima Fiesta Conference si giocò da febbraio a luglio 2004, e fu vinta dai Barangay Ginebra Kings.
Nel 2005, la lega rinominò la Reinforced Conference in Fiesta Conference, introducendo una nuova regola che permetteva alle squadre di ingaggiare import con limiti di altezza illimitati. I San Miguel Beermen sconfissero i Talk N' Text Phone Pals per vincere il titolo, vincendo il titolo di quell'edizione.
Un anno dopo, la lega spostò la Fiesta Conference come primo torneo della stagione, e venne ripristinato il limite di altezza per gli import, fissato a 6 piedi e 6 pollici (1,98 m). I Red Bull Barako vinsero la terza edizione della Fiesta Cup, battendo i Purefoods Chunkee Giants in sei partite.
Per la stagione 2006-07 della PBA, la lega spostò la Fiesta Conference a marzo, mentre il PBA Philippine Cup divenne il torneo di apertura della stagione (ottobre).
Per la Fiesta Conference del 2008, tutte le squadre poterono schierare import senza restrizioni di altezza, mentre le due squadre peggiori della Conference precedente potevano avere un altro giocatore straniero con una restrizione di altezza di 6 piedi e 1 pollice (1,85 m).
Per la Fiesta Conference del 2009, fu nuovamente ripristinato il limite di altezza di 6 piedi e 6 pollici (1,98 m).
Dopo la reintroduzione del formato a tre conferenze a partire dalla stagione 2010-11, il torneo fu ritirato per fare spazio al ritorno delle conferenze precedenti, la PBA Commissioner's Cup e la PBA Governor's Cup.

## Albo d'Oro
| Stagione | Campione           | Finalista          | Serie |
| -------- | ------------------ | ------------------ | ----- |
| 2004     | Ginebra San Miguel | Barako Boosters    | 3-1   |
| 2004–05  | S. Miguel Beermen  | TNT Tropang 5G     | 4-1   |
| 2005–06  | Barako Boosters    | Magnolia Hotshots  | 4-2   |
| 2006–07  | Alaska Aces        | TNT Tropang 5G     | 4-3   |
| 2007–08  | Ginebra San Miguel | FedEx Express      | 4-3   |
| 2008–09  | S. Miguel Beermen  | Ginebra San Miguel | 4-3   |
| 2009–10  | Alaska Aces        | S. Miguel Beermen  | 4-2   |

### Titoli per squadra
| Squadra            | Titoli | Edizioni vinte   |
| ------------------ | ------ | ---------------- |
| Alaska Aces        | 2      | 2006-07, 2009-10 |
| S. Miguel Beermen  | 2      | 2004-05, 2008-09 |
| Ginebra San Miguel | 2      | 2004, 2007-08    |
| Barako Boosters    | 1      | 2005-06          |

## Premi individuali
| Stagione | Best Filipino (Squadra)      | Best import (Squadra)           |
| -------- | ---------------------------- | ------------------------------- |
| 2004     | Eric Menk (Ginebra)          | Victor Thomas (Red Bull)        |
| 2004–05  | Willie Miller (Talk N' Text) | Jerald Honeycutt (Talk N' Text) |
| 2005–06  | Enrico Villanueva (Red Bull) | Marquin Chandler (Purefoods)    |
| 2006–07  | Mark Cardona (Talk N' Text)  | Rosell Ellis (Alaska)           |
| 2007–08  | Jayjay Helterbrand (Ginebra) | Chris Alexander (Ginebra)       |
| 2008–09  | Jayjay Helterbrand (Ginebra) | Gabe Freeman (San Miguel)       |
| 2009–10  | Jay Washington (San Miguel)  | Gabe Freeman (San Miguel)       |